# Gasrückführung
Ein Gasrückführungssystem ist eine Einrichtung zur Reduktion von flüchtigen organischen Verbindungen (englisch volatile organic compounds (VOC)) in Tankstellen, die bei der Betankung von Kraftfahrzeugen mit Ottokraftstoffen wirksam ist (in internationalen Fachkreisen spricht man von STAGE II).
Prinzipiell existieren zwei technische Lösungsansätze: passive und aktive Rückführungssysteme.
- Passive Rückführungssysteme basieren darauf, dass zwischen dem Einführstutzen am Kraftfahrzeug und der Gasrückführungsleitung eine gasdichte Verbindung hergestellt wird. Die Gase werden dann (in Analogie zu Stage I, der Gaspendelung) durch den eingefüllten Kraftstoff in die Gasrückführungsleitung und damit letztlich in die Kraftstofflagertanks zurückgeführt. Dieses System wird in Deutschland seit ca. 1992 nicht weiter verfolgt, da das Zapfventil in diesem Falle sehr unkomfortabel zu handhaben wäre (großes Gewicht, erheblicher Kraftaufwand zum Anpressen der Dichtmanschette). In den USA sind derartige Systeme vereinzelt in Betrieb.
- Aktive Rückführungssysteme basieren darauf, dass bei Beginn des Betankungsvorganges ein Unterdruck bei der Gaseintrittsöffnung am Zapfventil erzeugt wird. Dieser Unterdruck wird durch eine Gasrückführungspumpe erzeugt, die im Gasrückführungssystem installiert ist. Bei deutschen Gasrückführungssystemen muss der zurückgeführte Volumenstrom gleich dem Befüllungsvolumenstrom sein. Da der Tankkunde am Zapfventil den Betankungsvolumenstrom frei wählen kann, ist eine entsprechende Regelung des Gasrückführvolumenstromes erforderlich. Die 21. Bundes-Immissionsschutzverordnung (Verordnung zur Begrenzung der Kohlenwasserstoffemissionen bei der Betankung von Kraftfahrzeugen) (Deutschland) lässt hier eine maximale Abweichung von ±5 % bei einem Betankungsvolumenstrom von 38 l/min zu.

Durch eine Absaugvorrichtung wird mittels Unterdruck der bei der Betankung verdrängte Teil des Kraftstoffgas-Luft-Gemisches – der sich im Kraftstofftank des Fahrzeugs oberhalb des flüssigen Ottokraftstoffs befindet – in die Lagertanks zurückgeführt. Diese Maßnahme trägt – wie die Gaspendelung – in erheblichem Maße zu einer Verminderung der Kohlenwasserstoffemissionen bei.
In Deutschland sind insgesamt drei verschiedene Anlagenkonfigurationen der aktiven Gasrückführung verbreitet:
- Die Gasrückführungspumpe läuft mit einer konstanten Drehzahl. Der Volumenstrom des rückzuführenden Kraftstoffdampf/Luft-Gemisches wird – mittels eines Proportionalventils – in Abhängigkeit von der abgegebenen Menge an Ottokraftstoff geregelt.
- Die Gasrückführungspumpe läuft mit einer konstanten Drehzahl. Die Freigabe des rückzuführenden Kraftstoffdampf/Luft-Gemisches wird an jedem Zapfschlauch durch ein Auf-/Zu-Ventil freigegeben, wobei die Regelung des Gasvolumenstroms ebenfalls durch ein Proportionalventil realisiert wird. Diese Anlagenkonfiguration ist hauptsächlich bei Mehr-Produkt-Säulen (engl. Multi-Product-Dispenser MPD) vertreten.
- Die Regelung des Gasvolumenstroms wird durch die variable Drehzahl der Gasrückführungspumpe gewährleistet. Die Freigabe des rückzuführenden Kraftstoffdampf/Luft-Gemisches wird entweder an jedem Zapfschlauch einzeln, oder an jeder Zapfsäule durch ein Auf-/Zu-Ventil freigegeben.

Die gesetzlichen Anforderungen an ein solches Gasrückführungssystem sind in der Bundesrepublik Deutschland in der Einundzwanzigsten Verordnung zur Durchführung des Bundes-Immissionsschutzgesetzes (Verordnung zur Begrenzung der Kohlenwasserstoffemissionen bei der Betankung von Kraftfahrzeugen) vom 7. Oktober 1992 (BGBl. I S. 1730), zuletzt geändert am 6. Mai 2002 (BGBl. I S. 1566).

## Automatische Überwachungseinrichtung für Gasrückführungssysteme
Seit in Kraft treten der letzten Änderung der 21. BImSchV am 18. Mai 2002 wurde für Tankstellen, die nach dem Stichtag des 1. April 2003 neu errichtet wurden, erstmals die Ausrüstung von Gasrückführungssystemen (Stage II) mit einer automatischen Überwachungseinrichtung ('AÜE' abgekürzt) zur Pflicht. Für Tankstellen, die bereits vor dem 1. April 2003 errichtet wurden, gilt eine bestimmte Übergangsregelung in Bezug auf deren Nachrüstung. Diese Übergangsregelung richtet sich nach der Abgabemenge an Ottokraftstoffen (Bezugsjahr 2002) und nach dem jeweiligen Standort der Tankstelle.
| Abgegebene Menge an Ottokraftstoffen im Jahr 2002 | Der Betriebsstandort liegt …                              | Der Betriebsstandort liegt …                           |
| Abgegebene Menge an Ottokraftstoffen im Jahr 2002 | … innerhalb eines Untersuchungsgebietes nach § 44 BImSchG | … nicht in einem Untersuchungsgebiet nach § 44 BImSchG |
| ------------------------------------------------- | --------------------------------------------------------- | ------------------------------------------------------ |
| > 5.000 m³                                        | 1. Januar 2005                                            | 1. Januar 2005                                         |
| 5.000 – 2.500 m³                                  | 1. Januar 2005                                            | 1. Januar 2006                                         |
| < 2.500 – 1.000 m³                                | 1. Januar 2007                                            | 1. Januar 2007                                         |
| < 1.000 m³                                        | 1. Januar 2008                                            | 1. Januar 2008                                         |